# Sphaeroma annandalei
Sphaeroma annandalei är en kräftdjursart som beskrevs av Stebbing. Sphaeroma annandalei ingår i släktet Sphaeroma och familjen klotkräftor.
Artens utbredningsområde är Moçambique.

## Underarter
Arten delas in i följande underarter:
- S. a. annandalei
- S. a. travancorensis